# Academia Nacional de Medicina (França)
Académie Nationale de Médecine ou Academia Nacional de Medicina foi criada em 1820 pelo rei Luís XVIII de França, a pedidos do barão Antoine Portal. Na sua criação, a instituição era conhecida como a Académie Royale de Médecine (em português Academia Real de Medicina). Esta academia foi dotada com o status jurídico das duas instituições que a antecederam - a Académie Royale de Chirurgie (ou Academia Real de Cirurgia), que foi criada em 1731 e da Companie Royale de Médecine (ou Sociedade Real de Medicina), que foi criada em 1776.[carece de fontes?]